# Seija Simola
Seija Simola (Helsinki, 25 de septiembre de 1944-21 de agosto de 2017) fue una cantante finlandesa. Comenzó su carrera musical a mediados de los años 1960, en la banda Eero Seija & Kristian Trio, y su debut como solista se produjo en 1970 con el lanzamiento de su álbum Seija Simola 1.
En 1978, representó a Finlandia en el Festival de la Canción de Eurovisión, con la canción Anna rakkaudelle tilaisuus ("Dale una oportunidad al amor"), obteniendo el 18º puesto, con tan solo dos puntos, otorgados por el jurado noruego. A pesar de tan pobre clasificación, Simola siguió cantando y desarrolló una exitosa carrera en su Finlandia natal.  

## Discografía
- Trio (1970)
- Seija Simola 1 (1970)
- Aranjuez mon amour - näkemiin (1970)
- Rakkaustarina (1971)
- Seija (1973)
- Tunteen sain (1976)
- Seijan kauneimmat laulut (1977)
- Katseen kosketus (1979)
- Tunteet (1984)
- Ota kii - pidä mua (1985)
- Seija (1986)
- 20 suosikkia - Sulle silmäni annan (1995)
- Parhaat - Seija Simola (1995)
- 20 suosikkia - Rakkauden katse (2002)
- Sydämesi ääni (2005)